# Olmolungring
Olmolungring maakt in de bönreligie deel uit van een groter land genaamd Tazik dat gelegen zou moeten hebben in het grensgebied tussen het huidige Iran en Afghanistan. Tazik is voor de bönpo's het heilige land, zoals India dat voor de boeddhisten in Tibet was. Over Olmolungring heerste de stichter van hun religie Tönpa Shenrab Miwoche.

## Het land
De volgelingen van bön, de bönpo's, geloven dat hun religie in vroeger tijden in vele delen van de wereld werd uitgedragen en beoefend. Het heet dan ook yungdrung bön, de eeuwige bön. In de traditie vormt Olmolungring een derde deel van de gehele wereld. Het land heeft de vorm van een bloem met acht bladen. De hemel boven het land heeft de vorm van een wiel met acht spaken. Het land wordt gedomineerd door een berg met de naam Yung/drung dru/brtesg. Letterlijk betekent dat pilaar met negen swastika´s. Zowel de swastika als het getal negen zijn van grote betekenis in de bönreligie. De swastika, vergelijkbaar met het woord vajra in het Sanskriet, is in de bönreligie een symbool van iets dat niet te vernietigen is. Yung-drung wordt in de bönreligie door de gelovigen gebruikt om de permanente en eeuwig durende waarde van hun religie aan te duiden.
Het getal negen is verbonden met de aarde, de hemel en de leerstellingen van de Bon. De aarde heeft vanaf het oppervlak naar het midden ervan negen lagen, de hemel had oorspronkelijk negen atmosferen en de doctrines van de bönreligie zijn verdeeld in negen groepen van leerstellingen. Het land wordt geheel omringd door een oceaan, die zelf weer omringd wordt door een cirkel van hoge bergen met eeuwige sneeuw. In die oceaan en ten westen van Olmolungring zou volgens de traditie een Chinese gelovige, Kong-tse, een wonderbaarlijke tempel hebben gebouwd. Hier kwamen de discipelen van Tonpa Shenrap, bij elkaar om zijn leerstellingen op schrift te stellen.
In de traditie is Olmolungring zowel een imaginair land, te vergelijken met het Sukhavati van het Zuiver Land-boeddhisme als een gebied dat wel deel uitmaakt van deze wereld. Aan het einde der tijden zal Olmolungring zichzelf verheffen naar de hemel en zich daar verenigen met een ander heilig land van de Bon. 

## Zhangzhung
De vroegste teksten over Olmolungring in de literatuur van de bön dateren van het eind van de 10de eeuw. In het historisch perspectief van de bön zou de religie voordat het Tibet bereikte, gebloeid hebben in een gebied dat Zhangzhung genoemd wordt. Dat land in het westen van het Tibetaans plateau had de heilige berg Kailash als centrum. Het was een gebied dat vanaf de 7e eeuw steeds meer onder de invloed van het expanderende rijk van de Tibetaanse koningen van de Yarlungdynastie ging vallen. Zhangzhung werd in 643 geannexeerd door het Tibetaanse Rijk. In de loop van de 8ste en 9de eeuw werd de beschaving van Zhangzhung met de Tibetaanse cultuur geassimileerd.

## Verklaringen
Er zijn een aantal tibetologen die gedachten hebben ontwikkeld, waarom de volgelingen van de bön de oorsprong van hun religie dan toch in Olmolungring plaatsen.
Experts op het gebied van onderzoek naar de bön, zoals Per Kværne en Samten Gyaltsen Karmay leggen daarbij een verband met de tweede verspreiding van het Tibetaans boeddhisme in het land dat in de 10de eeuw aanvangt. Dat was een periode dat Indiase meesters, zoals Atisha naar Tibet reisden om daar het geloof uit te dragen. In dezelfde periode reisden veel Tibetaanse lama's naar India voor onderwijs, maar vooral om daar opnieuw voor Tibet nog onbekende, boeddhistische teksten te ontdekken en vanuit het Sanskriet te vertalen.
Het is die ontwikkeling die de concurrerende bönreligie er toe gebracht zou hebben te formuleren, dat hun eigen godsdienst niet ontstaan kan zijn in een gewoon land, dat enkele eeuwen daarvoor veroverd was door een op dat moment hen vijandige dynastie. Door een land Olmolungring in de nabijheid van de door de Tibetanen bewonderde Perzische beschaving te plaatsen kon men zich blijvend onderscheiden van het Tibetaans boeddhisme.